# ChessBomb Płowdiw
ChessBomb Płowdiw – bułgarski klub szachowy z siedzibą w Płowdiwie, mistrz kraju z 2016 roku.

## Historia
Klub został założony w 2009 roku. W 2016 roku zadebiutował w pierwszej lidze bułgarskiej, zdobywając wówczas tytuł mistrzowski. Zawodnikami klubu byli wówczas m.in. Aleksandyr Dełczew i Petyr Arnaudow. W latach 2017–2018 zespół zajął trzecie miejsce w lidze. W 2019 roku klub zdobył wicemistrzostwo kraju. W sezonie 2021 szachiści klubu uzyskali trzecie miejsce, powtarzając ten rezultat rok później. Ponadto w 2022 roku drużyna kobieca zdobyła tytuł mistrzowski (wcześniej kobiety uzyskały wicemistrzostwo w sezonach 2017 i 2019), a czołową zawodniczką była wówczas Emilia Dżingarowa. W 2023 roku klub nie przystąpił do rozgrywek.

## Arcymistrzowie w historii klubu
- Petyr Arnaudow[3]
- Aleksandyr Dełczew[3]
- Davorin Kuljašević[14]
- Martin Petrow[15]
- Krasimir Rusew[15]